# Бой при Влодаве
Бой при Вло́даве (Битва под Ло́мжами) — бой, произошедший 3 (14) сентября 1769 года при местечке Ломжи (пол. Łomazy), в котором Каргопольский карабинерный полк русской армии под командованием полковника Карла фон Рённе разгромил колонну барских конфедератов Казимира Пулавского.

## Предыстория
В 1768 году польско-литовская римско-католическая шляхта, недовольная большим влиянием России, которая добилась в Речи Посполитой уравнения в правах так называемых «диссидентов» (некатоликов), объединилась в конфедерацию против короля Станислава Понятовского, получившую название по подольскому местечку Бар. Россия поддержала противников конфедерации, что дало ей формальный повод ввести свои войска на территорию Польши и открыть боевые действия против конфедератов. Однако войска Барской конфедерации предпочитали в открытый бой с регулярной армией не вступать, а вести партизанские действия, что сильно осложняло их уничтожение.
В поиск на польскую территорию были посланы Каргопольский карабинерный полк полковника Карла фон Рённе и Сербский гусарский полк полковника Ивана Древица — всего около 3 тысяч человек. В конце августа 1769 года им стало известно, что конфедераты покинули Брест — и несколькими дорогами движутся к югу и юго-востоку от города. Рённе и Древиц, выслав вперёд патрули, отправились из города в разные стороны в погоню. Во главе основных сил Каргопольского карабинерного полка Рённе отправился на юг по левому берегу Буга, по правому берегу в том же направлении был отправлен патрульный полуэскадрон карабинеров под командованием ротмистра графа Кастелли.
Подошедший к Бресту на следующий день со своим отрядом бригадир А. В. Суворов оставил в городе гарнизон, а сам — во главе 250 человек при двух орудиях — отправился за конфедератами прямо на юг по правому берегу Буга, делая — по обычаю своему, ночные переходы. 1 (11) сентября 1769 года Суворов присоединил к своему отряду встреченный им патруль Кастелли. 2 (12) сентября 1769 года суворовская погоня завершилась победоносным сражением с конфедератами при Орехове.

## Ход боя
На следующий день — 3 (13) сентября 1769 года — в 2 верстах от местечка Ломжи отряд Рённе — три эскадрона Каргопольского карабинерного полка при сорока казаках — обнаружил и атаковал на походе колонну барских конфедератов численностью около 2 с половиной тысяч человек при 3 пушках, командование которой считало, что колонну преследует несметная русская кавалерия Суворова. Колонна поэтому отступала после сражения при Орехове от Влодавы на север через Хелм. В результате короткого боя колонна конфедератов была совершенно разбита и рассеяна, понеся большие потери убитыми и ранеными. Все пушки и обоз захвачены каргопольцами.

## Последствия боя
В течение одних суток после сражения при Орехове Барской конфедерации был нанесён очередной удар. При этом с русской стороны потерь практически не было. Поляки бежали к Люблину, однако уже 6 сентября в город вошли русские войска.

## Географическая привязка боя
В русской исторической литературе обычное название боя — «бой при Влодаве», хотя фактически дело произошло при местечке Ломжи, значительно севернее Влодавы. В польской исторической традиции принято наименование «Битва под Ломжами». На месте боя находится могила павших конфедератов, над ней установлен памятный камень.